# Paul Pörtner
Paul Pörtner (* 25. Januar 1925 in Elberfeld; † 16. November 1984 in München) war ein deutscher Schriftsteller, Hörspielautor und Übersetzer.

## Leben
Paul Pörtner – Sohn eines Kaufmanns – verlebte seine Kindheit und Jugend im Wuppertaler Arbeitermilieu. 1944 wurde er einberufen, konnte sich aber aufgrund einer angeborenen Fußverletzung der unmittelbaren Kriegsfront entziehen. 1945 gründete Pörtner in Wuppertal die Künstlervereinigung Der Turm, deren Leiter er bis 1948 war. Von 1947 bis 1948 arbeitete Pörtner als Regieassistent an den Städtischen Bühnen Wuppertal. Von 1948 bis 1949 leitete Pörtner die Junge Bühne in Remscheid. Ab 1951 studierte er Germanistik, Romanistik und Philosophie in Köln und vor allem in Frankreich. Während des Studiums war er unter anderem als Fotograf und Reiseleiter tätig. In Wuppertal-Elberfeld leitete er – gemeinsam mit Klaus Siebecke – unter der Firmierung it copyright ein Unternehmen für Werbefotos. In dieser Firma war die Fotografin Abisag Tüllmann von 1956 bis zu ihrem Umzug nach Frankfurt am Main im Jahr 1957 als seine Mitarbeiterin tätig.
Seit 1958 lebte er als freier Schriftsteller, Übersetzer und Herausgeber in Zumikon (bei Zürich). Er arbeitete bei verschiedenen Rundfunkanstalten und Zeitungen, verfasste Übersetzungen und Theaterprojekte. Zudem sammelte Pörtner literarische Texte, die im Zuge der nationalsozialistischen 'Säuberungsaktionen' aus dem öffentlichen Gedächtnis getilgt worden waren. Mit den beiden Bänden Literatur-Revolution 1910–1925 (der dritte Band blieb unveröffentlicht) veröffentlichte Pörtner bis dato unzugängliche Dokumente und Quellentexte der europäischen Avantgarde, die als verschollen galten oder bereits vergessen waren. 1958 gibt Pörtner die erste nahezu vollständige Textsammlung des expressionistischen Lyrikers Jakob van Hoddis heraus.
Nach ersten Lyrikbänden und teilweise autobiographischen Erzählungen und Romanen wandte er sich dem Theater zu: als Theoretiker und Autor des Experimentaltheaters – anknüpfend etwa an Kurt Schwitters oder Jacob Levy Moreno, Erwin Piscator und Antonin Artaud. Paul Pörtner schrieb mit Scherenschnitt oder Der Mörder sind Sie das erste Theaterstück zum Mitspielen des Publikums. Der Uraufführung 1963 am Ulmer Theater folgten 75 Inszenierungen an deutschsprachigen Stadt- und Staatstheatern. Unter dem Titel Shear Madness ist Scherenschnitt das meistgespielte Theaterstück in der Geschichte der USA. Produktionen in 18 weiteren Ländern verhalfen dem deutschen Mitspiel zu internationalem Ruhm: es wurde zum zweitmeistgespielten Stück der Welt.
Pörtner schrieb mehr als 20 Hörspiele. Seine im Elektronischen Studio der Ulmer Hochschule für Gestaltung in München produzierten und am 7. Februar 1964 im Bayerischen Rundfunk urgesendeten „Schallspielstudien“ gelten als Beginn des experimentellen Neuen Hörspiels. 1968 wurde sein Hörspiel Was sagen Sie zu Erwin Mauss? (mit Musik von Walter Baumgartner) mit dem Karl-Sczuka-Preis ausgezeichnet.
Paul Pörtner hat, zusammen mit seiner Schweizer Frau Marlis Pörtner, geborene Bindschedler (1933 bis 2020), unter anderem das Theaterstück König Ubu von Alfred Jarry ins Deutsche übersetzt. Darüber kam er auch mit dem Komponisten Bernd Alois Zimmermann in Kontakt, der Auszüge aus Pörtners Gedichtband Wurzelwerk in seinem Stück Présence benutzt hat.
Ab 1976 war er festangestellter Redakteur mit Regie- und Dramaturgie-Aufgaben in der Hörspiel-Abteilung des Norddeutschen Rundfunks. Die letzten Jahre bis zu seinem frühen Tod 1984, verursacht durch eine Herzmuskelentzündung, sind von Aufenthalten in Sanatorien überschattet. Eine umfassende Darstellung seines interdisziplinären Wirkens fehlt bis heute.
Seine beiden Kinder Milena Moser und Stephan Pörtner sind ebenfalls Schriftsteller.
Der Nachlass Pörtners befindet sich im Autorenarchiv der Stadtbibliothek Wuppertal.

## Werke

### Buchveröffentlichungen
- Lebenszeichen. Gedichte. Selbstverlag, Wuppertal 1956
- Sternbild Selbstbild. Gedichte. Selbstverlag, Wuppertal 1958
- Schattensteine. Gedichte. Mit einem Schieferschnitt von Raoul Ubac. Selbstverlag, Wuppertal 1958
- Wurzelwerk. Gedichte. Selbstverlag, Wuppertal 1960
- Experiment Theater. Chronik und Dokumente. Arche, Zürich 1960
- Tobias Immergrün. Roman. Kiepenheuer & Witsch, Köln 1962
- Sophie Imperator. Schauspiel. Kiepenheuer & Witsch, Köln 1964
- Scherenschnitt. Kriminalstück zum Mitspielen. Kiepenheuer & Witsch, Köln 1964
- Gestern. Roman. Kiepenheuer & Witsch, Köln 1965
- Einkreisung eines dicken Mannes. Erzählungen, Beschreibungen, Grotesken. Kiepenheuer & Witsch, Köln 1968
- Spontanes Theater. Erfahrungen, Konzepte. Kiepenheuer & Witsch, Köln 1972

### Theaterstücke
- Mensch Meier oder Das Glücksrad, 1959
- Variationen für zwei Schauspieler, 1960
- Sophie Imperator, 1961
- Drei, 1962
- Scherenschnitt oder Der Mörder sind Sie, 1963
- Entscheiden Sie sich, 1965
- Spielautomat, 1967
- Evokationen, 1967
- Mascha, Mischa und Mai, 1968
- Börsenspiel, 1970
- Hieronymus im Gehäuse, 1970
- Kontaktprogramm, 1971
- Interaktionen, 1971
- Test Test Test, 1972
- Polizeistunde, 1975
- Halt Dich da raus, 1975
- Tierspiel, 1978

### Hörspiele
- 1961:Mensch Meier, BR/NDR
- 1963: Die Sprechstunde, NDR
- 1964: Schallspiel-Studie, BR
- 1967: Börsenspiel WDR/BR
- 1967: Dialog mit einer verschlossenen Tür, WDR
- 1968: Test, HR/BR
- 1968: Was sagen Sie zu Erwin Mauss? Einkreisung eines dicken Mannes, NDR
- 1969: Das konkrete Hörspiel – Geräusch, Musik, Sprache als Schallereignisse verarbeitet, WDR
- 1969: Transfer, WDR
- 1969: Treffpunkte, WDR/BR/SWF
- 1969: Alea, WDR/BR/SDR (Neufassung 1971)
- 1970: Scherben bringen Glück, WDR
- 1971: Kontaktprogramm, WDR
- 1973: Hieronymus im Gehäuse, NDR
- 1973: Polizeistunde oder Überprüfung einer Ermittlung, WDR
- 1974: Dadaphon. Hommage à Dada, WDR
- 1974: Hörerspiele, WDR
- 1975: Das Tierspiel, NDR
- 1976: Test – Regie: Ferry Bauer, ORF Oberösterreich
- 1976: Comeback – Porträt einer Frau, die singt, WDR
- 1978: Hörspiel als Psychodrama oder Experimente mit Spontanspielen, WDR
- 1980: Blitzlicht, HR
- 1983: Radio-Erinnerung, NDR

### Übersetzungen
- André Frénaud: Unteilbares Teil. Mit 6 Lithografien von Karel Appel. Galerie Der Spiegel, Köln o. J.
- Alfred Jarry: König Ubu. Ein Drama in 5 Akten. Arche, Zürich 1959
- Pablo Picasso, Jean Tardieu: Der Raum und die Flöte. Variationen zu 12 Zeichnungen. Arche, Zürich 1959
- Blaise Cendrars: Gold. Der Lebensroman General Suters. Arche, Zürich 1959
- Jean Tardieu: Kammertheater. Luchterhand, Neuwied 1960
- André Frénaud: Quelle der Quellen. Luchterhand, Neuwied 1962
- Jean Tardieu: Professor Froeppel. Kiepenheuer & Witsch, Köln 1966